# Linard
Linard is een plaats en voormalige gemeente in het Franse departement Creuse in de regio Nouvelle-Aquitaine en telt 178 inwoners (2004). De plaats maakt deel uit van het arrondissement Guéret.

## Geschiedenis
Linard is op 1 januari 2019 gefuseerd met de gemeente Malval tot de gemeente Linard-Malval. 

## Geografie
De oppervlakte van Linard bedraagt 12,6 km², de bevolkingsdichtheid is 14,1 inwoners per km².
De onderstaande kaart toont de ligging van Linard met de belangrijkste infrastructuur en aangrenzende gemeenten.

## Demografie
Onderstaande figuur toont het verloop van het inwonertal.